# Дихотомія

На цьому малюнку універсальна множина U (увесь прямокутник) дихотомована на дві множини A (рожевим) та її доповнення A^{c} (сірим).

Дихотомія — це розбиття цілого (чи множини) на дві частини (підмножини). Іншими словами, ця пара частин має бути: 
- сукупно вичерпною: будь-який елемент має належати до однієї або іншої частини, та
- взаємовиключною: жоден елемент не може належати одночасно до обох частин.

Таке розбиття часто також називають подвійним розбиттям.
Дві частини, сформовані таким чином, є доповненнями. В логіці, розбиття є двоїстими, якщо існує судження, що накладається на лише одне з них.
Розгляд безперервних, або багатокатегорійних змінних як бінарних називають дихотомізацією. Похибку дискретизації, притаманну дихотомізації, тимчасово ігнорують для цілей моделювання.

## Походження
Термін дихотомія походить з грецької διχοτομία, діхотоміа, «ділення навпіл», де δίχα означає «на два, нарізно», і τομή, томе, «розрізання, надріз».

## Застосування та приклади
- Вищезгадана інформація застосовується безпосередньо, коли термін вживають в контексті математики, філософії, літератури або лінгвістики. Наприклад, якщо існує концепція А, і її поділили на частини Б та не-Б, тоді ці частини утворюють дихотомію: вони є взаємовиключними, оскільки жоден елемент Б не належить до не-Б і навпаки; також вони є сукупно вичерпними, оскільки покривають усю множину А, і разом, знову ж таки, дають А.
- У теорії множин, дихотомне відношення R є таким, що або aRb. або bRa, але не і те і те одночасно[1].
- В статистиці, дихотомні дані можуть існувати лише на перших двох шкалах, а саме номінальній (на кшталт «британський» супроти «американського» при замірах національності) та ординальній (як наприклад «високий» супроти «низького» при вимірюванні висоти). Змінну, яку вимірюють дихотомно, називають фіктивною змінною. Якщо залежна змінна при регресійному аналізі є дихотомною, тоді вдаються до логістичної регресії або регресії ймовірності.
- У класифікації психічних розладів у психіатрії або клінічній психології, дихотомна класифікація або категоризація стосується використання меж для розрізнення розладу та не-розладу на певному рівні аномальності, серйозності або неспроможності.
- Помилкова дихотомія це невимушена хиба, що складається з гаданої дихотомії, для якої не справджуються одна або обидві умови: вона не є сукупно вичерпною та/або взаємовиключною. У своєму найбільш загальному вигляді, дві сутності представлено так, наче вони є вичерпними, в той час, як насправді є можливою альтенатива. В деяких випадках їх можуть представити як взаємовиключні, хоч і за наявності обширної спільної середини.
- Божественна дихотомія згадується у серії видань Розмови з Богом авторства Ніла Дональда Волша.
- В економіці, класична дихотомія це поділ між реальним боком економіки та монетарним. Згідно з класичною дихотомією, зміни у монетарних змінних не впливають на реальні значення на кшталт виробництва продукції, зайнятості та реальної відсоткової ставки. Таким чином, гроші є нейтральними у тому сенсі, що їх кількість не може вплинути на реальні змінні.
- В біології, дихотомією є поділ організмів на дві групи, зазвичай ґрунтуючись на рисах, притаманних одній групі, та відсутніх в іншій. Такі дихотомії використовують як частину процесу ідентифікації видів, як частину дихотомного ключа, де ставиться ряд питань, кожне з яких звужує множину організмів. Загальновідомою дихотомією є питання «чи має воно хребет?» для відокремлення видів у хребетні та безхребетні.
- В ботаніці, дихотомія це режим розгалуження шляхом біфуркації — відповідно, фокусування на розгалуженні, а не на поділі.
- У комп'ютерних науках, а точніше, у програмній інженерії, термін дихотомія може позначати фундаментальні дуальності в дизайні мови. Для прикладу, C++ має дихотомію в своїй моделі пам'яті (купа проти стеку), в той час як Java має дихотомію в своїй системі типів (відсилка проти примітивних типів даних).
- В антропологічній сфері богослів'я та у філософії, дихотомією є переконання, що люди складаються з душі і тіла (див. Дихотомію душі і тіла). Це поняття контрастує з трихотомією.
- У соціології та семіотиці, дихотомії (також часом йменовані бінаризмами) є предметом уваги, бо можуть утворювати підґрунтя для поділів та нерівності. Наприклад, дихотомія «домашнє-публічне» розділяє чоловічі та жіночі ролі у суспільстві; дихотомія Схід-Захід співставляє Західну та Східну цивілізації. Деякі соціологи намагаються деконструювати дихотомії, щоб зосередитись на поділах та нерівностях, які вони створюють: наприклад, деконструкція гендерної дихотомії Джудіт Батлер та деконструкція дихотомії людина-середовище Вел Пламвуд.
- Китайський класичний трактат «Ї-цзін» та діаграми Тайцзі представляють інь-ян як дихотомічну заснову традиційної китайської культури. Однак, вони не є справжньою дихотомією, оскільки символ містить частку кожної частини у іншій, утворюючи діалектику.
- У діалектичній поведінковій терапії (методика, що виявила певний успіх у лікуванні деяких пацієнтів з прикордонним розладом особистості), головний інструмент ґрунтується на ідеї дихотомії. Дихотомією, в цьому випадку, є згубна поведінка, що використовує «все або нічого» або «чорне і біле» мислення. Терапія навчає пацієнта, як змінити дихотомію на більш «діалектичний» (або «бачення середини») метод мислення.
- Ще одним видом дихотомії є дихотомна класифікація — класифікування об'єктів шляхом рекурсивного поділу їх на дві групи, поки усіх не буде виділено у власну унікальну категорію.
- Астрономія визначає дихотомію як «фазу місяця або планет, що є ближчими до Сонця, ніж Земля, за якої половину їхнього диску освітлено».